# Agustí Bartra i Lleonart
Agustí Bartra i Lleonart (Barcelona, 8 de novembre de 1908 - Terrassa, 7 de juliol de 1982) fou un poeta, prosista i professor universitari català.

## Biografia
Va néixer el 8 de novembre de 1908 a la ciutat de Barcelona, a la Rambla de Santa Mònica, descendent d'una família camperola. Fou fill de Joan Bartra i Borràs i d'Elionor Lleonart i Echinique. Passà part de la seva infància a Sabadell. Quan la família tornà a Barcelona, entrà a treballar en un magatzem tèxtil. L'any 1934 guanyà un concurs de contes socials i poc temps després començà a col·laborar a les revistes Amic i Meridià.
Participà en la Guerra Civil espanyola en el bàndol republicà i s'exilià a la primeria de 1939. Passà per diversos camps de refugiats (Sant Cebrià, Argelers i Agde) abans d'arribar a Roissy-en-Brie (París), on conegué l'escriptora Anna Murià, també exiliada, amb qui es casaria i amb qui tindria dos fills, Elionor I l'antropòleg Roger Bartra. L'any 1940 embarcaren cap a la República Dominicana i després se n'anaren a Cuba i a Mèxic, on van fixar el seu domicili i on fundà la revista Lletres (1944-1947). Va fer també llargues estades als Estats Units d'Amèrica, especialment entre 1949-1950, 1960 i 1963, on fou nomenat l'any 1969 catedràtic de poesia hispanoamericana a la Universitat de Maryland.
Bartra traduí poesia estatunidenca al català. L'any 1970 retornà a Catalunya i s'instal·là a la ciutat de Terrassa, on morí el 8 de juliol de 1982.
El 1973 fou guardonat amb el Premi Carles Riba de poesia per la seva obra Els himnes, i l'any 1981 amb la Creu de Sant Jordi concedida per la Generalitat de Catalunya. El 30 de febrer de 1981 li lliuraren el títol de Fill adoptiu de la ciutat de Terrassa. El 1982 fou guardonat amb el Premi de la Crítica de poesia catalana per la seva obra Haikús d'Arinsal.

## Obra seleccionada
| - 1937: L'oasi perdut - 1938: Cant corporal - 1942: Xabola - 1942: L'estel sobre el mur - 1944: Oda a Catalunya des dels tròpics - 1946: L'arbre de foc. Publicat per Adesiara editorial, Martorell, 2016. - 1948: Màrsias i Adila - 1948: Rèquiem - 1950: Odisseu. Publicat inicialment a Mèxic (1953) i pòstumament en edició definitiva per Edicions del Mall, Sant Boi de Llobregat, 1986. - 1951: Oda Atlàntica - 1951: Una antologia de la lírica nord-americana - 1956: L'evangeli del vent. Publicat pòstumament per Adesiara editorial, Martorell, 2018. - 1960: Quetzalcòatl - 1961: Deméter | - 1964: Ecce homo - 1968: Crist de 200.000 braços - 1968: La lluna mor amb aigua - 1970: Dodo - 1971: Obra poètica completa - 1972: Poemes del retorn - 1974: Els himnes - 1979: El gos geomètric - 1981: Haikús d'Arinsal i la trilogia de Soleia: - 1972: Rapsòdia de Garí - 1974: Rapsòdia d'Arnau - 1976: Rapsòdia d'Ahab |

## Galeria d'imatges

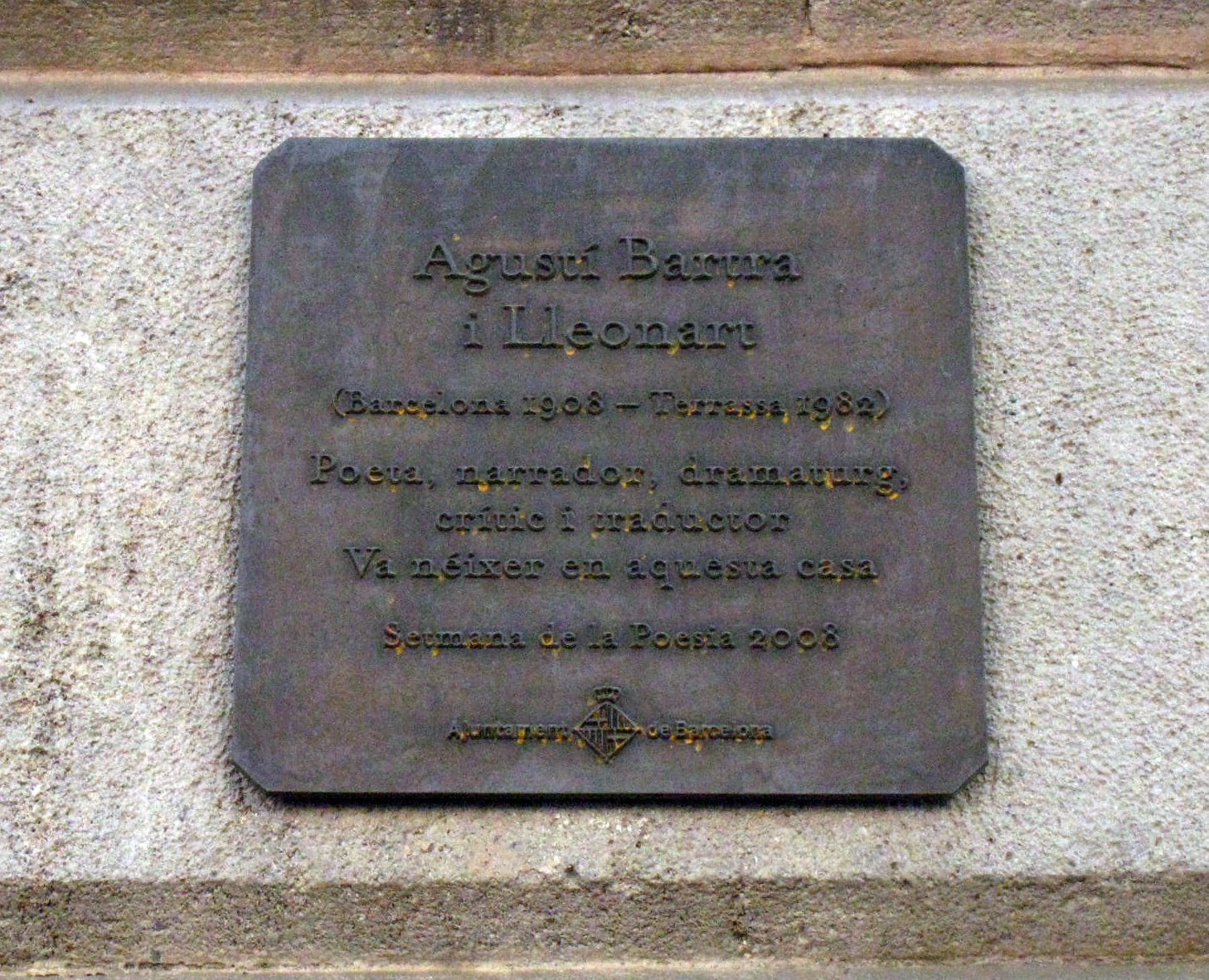
Placa a la casa barcelonina on va néixer Agustí Bartra
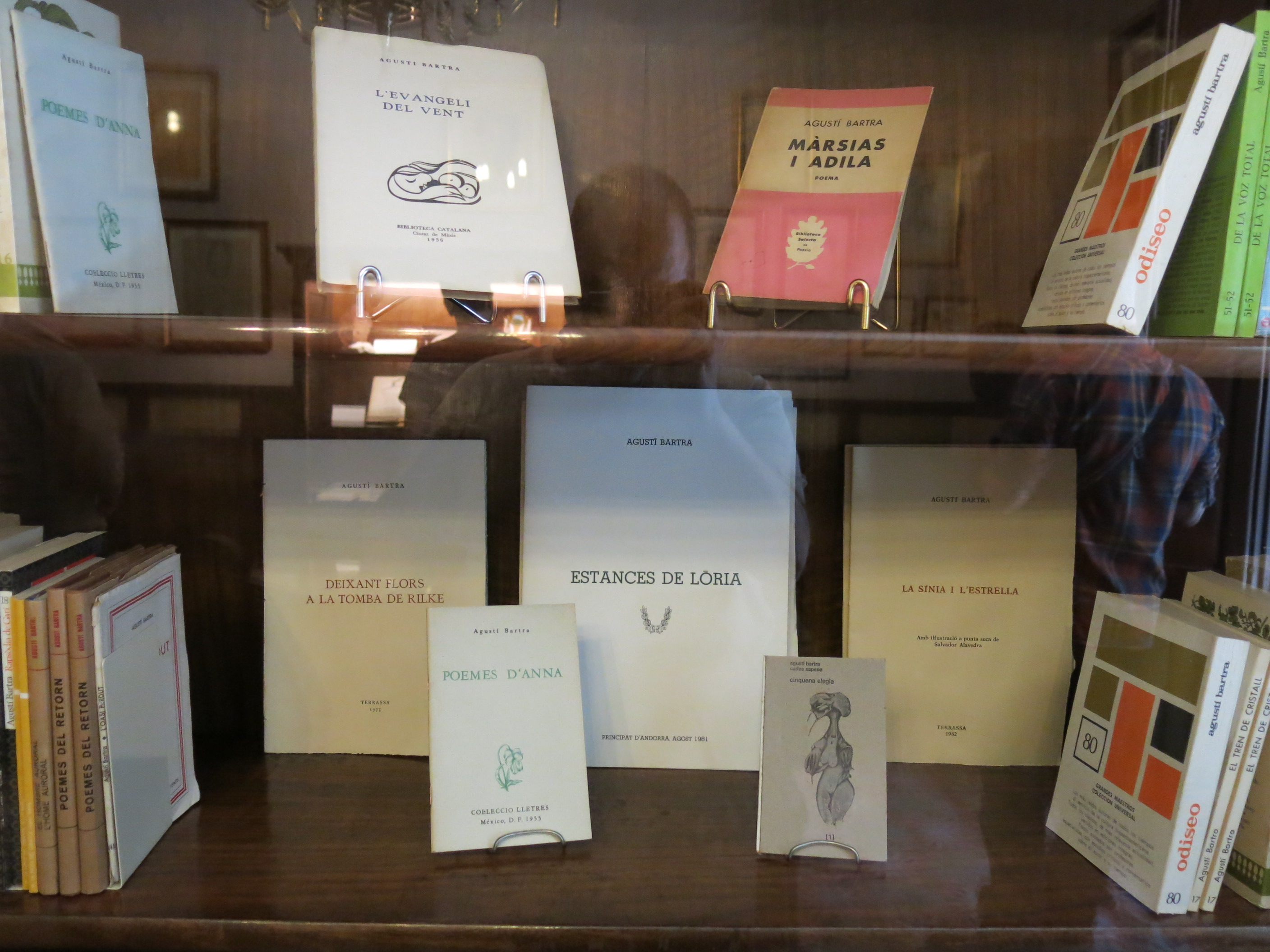
Exposició de les obres d'Agustí Bartra a la casa Alegre de Sagrera de Terrassa